# 迈松德尚
迈松德尚（法語：Maison-des-Champs，法語發音：[mɛzɔ̃ de ʃɑ̃]）是法国奥布省的一个市镇，属于奥布河畔巴尔区。

## 地理
迈松德尚（48°14'30"N, 4°34'5"E）面积4.35 平方千米，位于法国大東部大區奥布省，该省份为法国中北部省份，北起马恩省，西接塞纳-马恩省，西南至约讷省，东南至科多尔省，东临上马恩省。
与迈松德尚接壤的市镇（或旧市镇、城区）包括：阿尔冈松、马尼富沙尔、斯普瓦、沃雄维利耶。

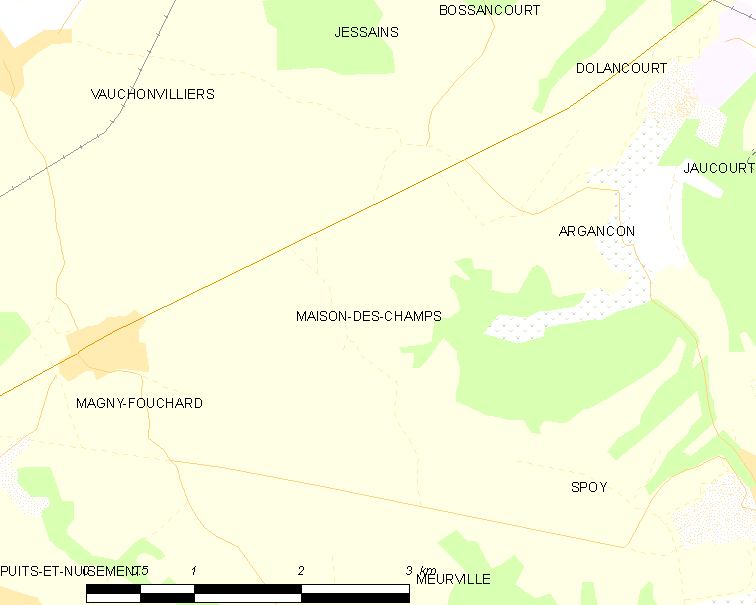
迈松德尚的OSM定位图

迈松德尚的时区为UTC+01:00、UTC+02:00（夏令时）。

## 行政
迈松德尚的邮政编码为10140，INSEE市镇编码为10217。

## 政治
迈松德尚所属的省级选区为巴尔斯河畔旺德夫尔县。

## 人口

1962-2008年间迈松德尚人口变化图示

迈松德尚于2022年1月1日时的人口数量为35人。